# Kurt Nilsen
Kurt Erik Kleppe Nilsen, född 29 september 1978, är en norsk musiker, bosatt på Gaupås i stadsdelen Arna i Bergen. I maj 2003 vann han norska Idol. Singeln "She's So High", en cover på en sång av Tal Bachman gick rakt in på den norska singellistans förstaplats och blev snart den mest sålda singeln i Norge någonsin. Debutalbumet I, som mestadels innehöll nyskrivet material, blev också en succé. Han är även sångare och gitarrist i bandet Fenrik Lane.
Den 1 januari 2004 vann han World Idol-titeln, där han tävlade mot tio andra länders Idolvinnare. I avsnittet där deltagarna presenterades, sa Australiens domare, Ian Dickson: "Du sjunger som en ängel, men du ser ut som en hobbit. Hade det här varit Midgård-Idol, hade du vunnit lätt."
Nilsen har även gett ut singlarna "She's So High" (2003) och "My Street" som utnämndes till årets låt vid Spellemannprisen 2003, respektive årets hit vid Spellemannprisen   2004. 2005 medverkade han på Venke Knutsons album Places I Have Been, där de tillsammans sjöng Ryan Adams "When The Stars Go Blue". Senare samma år sjöng han på Gods Of Thunder – A Norwegian Tribute To Kiss.
2006 turnerade Nilsen tillsammans med de norska artisterna Espen Lind, Alejandro Fuentes och Askil Holm. Senare gav de ut samlingsalbumet Hallelujah - Live, som består av olika coversånger. I norska medier kom de snart att kallas för "De nye gitarkameratene". Vid Spellemannprisen 2006 vann de pris i kategorin årets hit, för deras cover av Leonard Cohens "Hallelujah". Det var tredje gången under loppet av fyra år som Nilsen vann i den kategorin. Även vid Spellemannprisen 2007 nominerades han till årets hit, nu med sången "Push Push".
Nilsen har aldrig kommit in på den svenska singel- eller albumlistan förrän i juni 2008.
Låten som är en countrylåt är från skivan med samma namn som själva singeln, Rise to the Occasion. Den ligger på Mix Megapols Topp 20-lista och hittills är 8:e plats bästa placering.

## Diskografi
Album med "Breed"
- 1998 – Shoe

Album med "Fenrik Lane"
- 2002 – Come Down Here

Soloalbum
- 2003 – I (norsk utgåva)

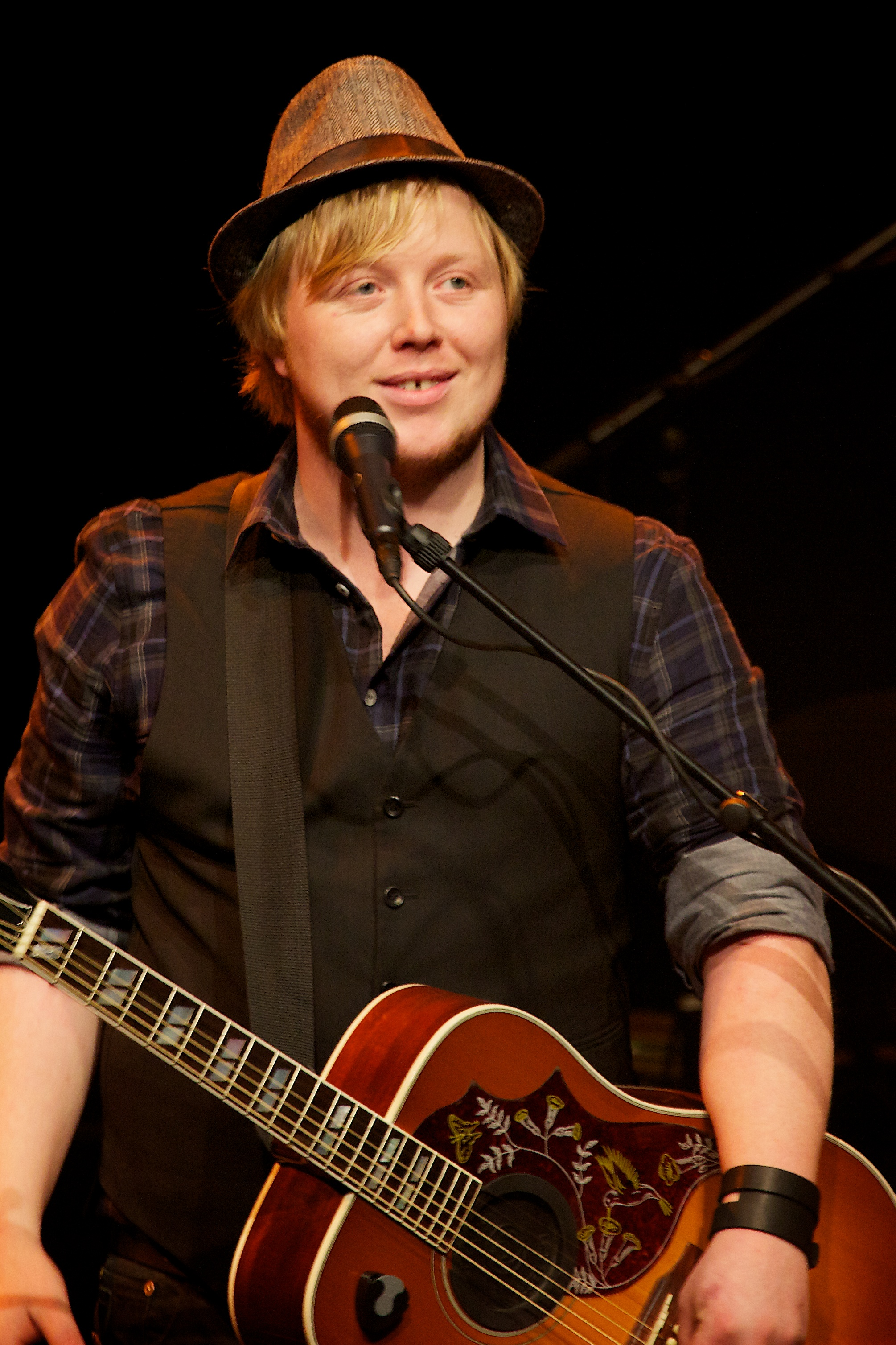
Kurt Nilsen i Ibsenhuset 2010.

- 2004 – I (internationell utgåva, inkluderar låten "Beautiful Day")
- 2004 – A part of Me
- 2007 – Push Push
- 2008 – Rise to the Occasion (med Willie Nelson)
- 2010 – Have Yourself a Merry Little Christmas
- 2013 – Inni en god periode
- 2013 – Kurt Nilsen Live
- 2017 – Amazing

Album tillsammans med Espen Lind, Alejandro,Fuentes och Askil Holm
- 2006 – Hallelujah Live
- 2009 – Hallelujah Live Vol 2.